# جف بارکر
جف بارکر (انگلیسی: Geoff Barker; ۷ فوریهٔ ۱۹۴۹ – ۱۴ فوریهٔ ۲۰۲۲) بازیکن فوتبال اهل بریتانیا بود.
از باشگاه‌هایی که در آن بازی کرده‌است می‌توان به باشگاه فوتبال دارلینگتون، باشگاه فوتبال هال سیتی، باشگاه فوتبال ساوتند یونایتد، باشگاه فوتبال ردینگ، و باشگاه فوتبال گریمزبی تاون اشاره کرد.